# Kanibalka
Jeskyně Kanibalka je jeskyně, která se nachází v Křtinském údolí mezi městem Adamov a městysem Křtiny.
Vstup do jeskyně se nachází 17 metrů východně od jeskyně Jestřábky. Jeskyně byla objevena v roce 1968 speleologickým kroužkem. U jeskyně byly nalezeny pozůstatky po kanibalismu, odtud získala název. Jeskyně prostupuje masívem 40 metrů hluboko, kde je ukončena 30 metrů hlubokou propastí. Se sousední jeskyní Jestřábka je uměle propojena.